# Pashko Vasa
Pashko Vasa znany też jako Wassa Efendi, Vaso pasza, Vaso pasza Shkodrani, Albanus Albano (ur. 30 czerwca 1825 w Szkodrze, zm. 29 czerwca 1892 w Bejrucie) – albański prozaik, poeta i działacz narodowy.

## Życiorys
Był synem Mhilla (Hilë) Gjokë Vasy i Drande. W latach 1842–1847 pracował jako sekretarz w brytyjskim konsulacie w Szkodrze. Tam też nauczył się kilku obcych języków: angielskiego, włoskiego, francuskiego, tureckiego i greckiego. W późniejszej swojej działalności posługiwał się także arabskim. W 1847 wyjechał do Włoch i brał udział w wydarzeniach Wiosny Ludów, rozgrywających się w Bolonii. Z tego okresu zachowały się listy Vasy, w których wyrażał swoje republikańskie i antyklerykalne poglądy. 4 maja 1849 wziął udział w powstaniu weneckim przeciwko Austrii, walcząc w bitwie pod Margherą. Po stłumieniu powstania udał się do Ankony, gdzie został aresztowany i deportowany jako poddany osmański do Stambułu. O swoich przeżyciach w okresie włoskiej Wiosny Ludów pisał w dziele La mia prigionia, episodio storico dell’assedio di Venezia, wydanej w Stambule w języku włoskim w 1850 r. Tytuł nawiązywał do wspomnień Silvio Pellico, wydanych w 1832 r.
Z nędzy, której doświadczał w początkowym okresie pobytu w Stambule, udało mu się wydobyć, kiedy otrzymał stanowisko urzędnicze w ministerstwie spraw zagranicznych. Brał udział w misjach dyplomatycznych do Londynu, zanim w 1863 r. zaangażował się sprawy osmańsko-serbskie, służąc jako sekretarz i tłumacz Ahmeda Xhevdeta paszy, przedstawiciela dyplomatycznego w Bośni i Hercegowinie. Echa wyprawy do Bośni znalazły oddźwięk w kolejnym dziele Pashko Vasy – La Bosnie et l’Herzégovine pendant la mission de Djevdet Efendi, wydanym w 1865. W 1867 Pashko Vasa pojawił się jako urzędnik osmański w Aleppo.
Prawdopodobnie w latach 70. XIX w. Pashko Vasa przyłączył się do albańskiego ruchu narodowego, stając się jedną z kluczowych postaci albańskiego Odrodzenia Narodowego (Rilindja Kombetare). W 1877 r. był jednym z założycieli powstałego w Stambule – Komitetu centralnego obrony praw narodu albańskiego (Komitet qendror për mbrojtjen e të drejtave të kombësisë shqiptare), powstałego w obliczu zagrożenia podziałem ziem zamieszkanych przez Albańczyków. Vasa uczestniczył także w organizowaniu Ligi Prizreńskiej w 1878, przygotowując memorandum dotyczące kształtu autonomii albańskiej, przedstawionego ambasadzie brytyjskiej w Stambule. W tym samym roku należał do grupy przygotowującej projekt zapisu języka albańskiego w alfabecie łacińskim. W roku 1879 zaczął działać w Towarzystwie na rzecz wydawania druków albańskich (Shoqëri e të shtypuri shkronja shqip), powstałym w stolicy Imperium Osmańskiego. Poświęcone Albańczykom dzieła Vasy, publikowane w latach 70. XIX w. broniły tezy o pochodzeniu Albańczyków od Pelazgów i Ilirów, jednocześnie uzasadniając konieczność stworzenia terytorium autonomicznego z ziem zamieszkanych przez ludność albańskojęzyczną.
W 1879 Pashko Vasa pracował w Warnie, w administracji wilajetu Edirne, razem z Ismailem Qemalim. Obejmując stanowisko mutessarifa Libanu w 1883 otrzymał tytuł paszy. Tam też spędził ostatnie lata swojego życia, będąc świadkiem śmierci czworga dzieci (spośród pięciu), a także żony Catheriny Bonatti, która zmarła w 1884 na gruźlicę. Pashko Vasa zmarł w Bejrucie, po długiej chorobie. Jego szczątki przewieziono do Albanii w 1978 i umieszczono na cmentarzu w Szkodrze.
Oprócz dzieł politycznych i pamiętników pisał także utwory poetyckie, utrzymane w duchu europejskiego romantyzmu. Jego poezję porównywano do dzieł Giacomo Leopardiego i Alfreda de Musseta. Większość jego dzieł powstała w językach francuskim i włoskim, ale najbardziej znany tekst Pashko Vasy ukazał się w języku albańskim. Poemat O Albanio, biedna Albanio (O moj Shqypni) powstał w 1878 i był wezwaniem do przebudzenia narodowego. Pisał także pod pseudonimami: Albanus Albano, P.V. i Vasa Efendi.
Imię Vasy noszą ulice w Tiranie, Prisztinie, Szkodrze, Kamzie i w Pogradcu.

## Dzieła
- La mia prigionia, episodio storico dell’assedio di Venezia (Moje uwięzienie, historyczne epizody z bitwy o Wenecję), Stambuł 1850.
- La Bosnie et l’Herzégovine pendant la mission de Djevdet Efendi, (Bośnia i Hercegowina w czasach misji Xhevdeta Efendiego), Stambuł 1865.
- Esquisse historique sur le Monténégro d’après les traditions de l’Albanie (Szkice historyczne o Czarnogórze w tradycji albańskiej), Constantinople 1872.
- Rose e spine, (Róże i rogi, poezja), Stambuł 1873.
- L'alphabet Latin appliqué à la langue albanaise, Stambuł 1878.
- La vérité sur l’Albanie et les Albanais. Etude historique et critique (Prawda o Albanii i Albańczykach. Studia historyczno-krytyczne), Paris 1879.
- Grammaire albanaise à l’usage de ceux qui désirent apprendre cette langue sans l’aide d’un maître, (Gramatyka albańska dla tych, którzy chcą się uczyć tego języka bez pomocy nauczyciela), Ludgate Hill 1887.
- Bardha de Témal, scènes de la vie albanaise, (Bardha z Temal, sceny z życia Albańczyków), Paris 1890.
- L' Albania e gli albanesi, 1916